# Nikita Bazev
Nikita Bazev (* 12. Juni 1987 in Pensa, Russland) ist ein russischer Tänzer in den lateinamerikanischen Tänzen und Psychologe.

## Leben
Nach seinem Schulabschluss studierte Nikita Bazev Psychologie in Moskau.
Er begann im Alter von sechs Jahren mit dem Tanzen.
Von 2006 bis 2007 arbeitete und lebte er als Tanztrainer in Bangkok. Danach zog er für vier Jahre nach Deutschland, wo er u. a. mit Marta Arndt Turniere tanzte. Das Tanzpaar trennte sich 2011. Seit 2012 tanzt er gemeinsam mit Hanna Run Oladottir.
Im Jahr 2013 tanzte Bazev in der sechsten Staffel von Let’s Dance gemeinsam mit Gülcan Kamps. Sie erreichten den zehnten Platz.
Bazev ist mit seiner Tanzpartnerin, der Isländerin Hanna Rún Bazev (geb. Óladóttir), verheiratet. Die beiden haben zwei Kinder.

## Erfolge (Auswahl)
- 2010–2011: Halbfinale Weltmeisterschaft und Europameisterschaft
- 2010: Zweiter Platz Deutsche Meisterschaft
- 2011: Erster Platz National Iceland Championship